# Erich Wernicke (Lehrer)
Erich Wernicke  (* 14. Oktober 1877 in Altenplathow, Kreis Jerichow II; † 10. September 1953 in Walsrode) war ein deutscher Gymnasiallehrer.

## Leben
Wernicke besuchte das Gymnasium in Brandenburg an der Havel. Er studierte an der Königlichen Universität zu Greifswald Mathematik und Naturwissenschaften. Nach dem Staatsexamen in Greifswald diente er ab dem 1. April 1900 als Einjährig-Freiwilliger beim 2. Kurhessischen Infanterie-Regiment Nr. 82 in Göttingen. Er absolvierte das Seminarjahr an der Oberrealschule in Danzig und ab 1. Oktober 1904 das Probejahr in Thorn. Am 1. Oktober 1905 kam er aus Thorn als Oberlehrer an das Gymnasium Marienwerder. Nach sieben Jahren wurde er Ostern 1913 in Marienwerder Direktor des städtischen Lyzeums, der späteren Hermann-Balk-Schule. Seine Unterrichtsfächer waren Mathematik und Physik. Abhandlungen von ihm erschienen in den Schulprogrammen Marienwerder 1907 und 1908.  Von 1914 bis 1918 nahm er am Ersten Weltkrieg teil, zuletzt als Hauptmann der Reserve. Er starb mit 76 Jahren in Walsrode.

## Werke
- Ein Beitrag zur prähistorischen Geschichte der Umgebung Genthins. 1902.
- Mathematische Aufgaben aus dem Nachlaß des Professors Hermann von Schaewen, 1. Teil. Marienwerder 1907. 20 S.[4]
- Mathematische Aufgaben ..., 2. Teil. Marienwerder 1908. 23 S.[4]
- Kietz, eine Heimatgeschichte aus dem westpreußischen Weichsellande, 1921.
- Die Geschichte der 72 Großbürgerhäuser in Marienwerder (Sonderschriften des Vereins für Familienforschung in Ost- und Westpreussen e.V.). ISBN 3922953336. GoogleBooks
- Bauernschicksal an der Weichsel, zwei Erzählungen aus der Marienwerderer Niederung, 1923.
- mit Bruno Schumacher: Heimat-Geschichte von Ost- und Westpreußen. Marienwerder 1925.
- Treue. Das Schicksal einer Landschaft an der Weichsel. Leipzig 1927.
- Marienwerder, seine 700-jährige Geschichte, 11. Aufl. 1931.
- Marienwerder, Geschichte der ältesten Stadt der reichsdeutschen Ostmark, 1933. GoogleBooks
- Die „Leges scholae particularis insulae Mariannae aus dem Jahre 1593“. Zeitschrift des historischen Vereins für den Regierungsbezirk Marienwerder, 68. Heft, Marienwerder 1933.

## Nachlass
Wernickes umfangreicher handschriftlicher historischer Nachlass befindet sich im Stadtarchiv Celle (Abtlg. Marienwerder).